# باتانگ کالی

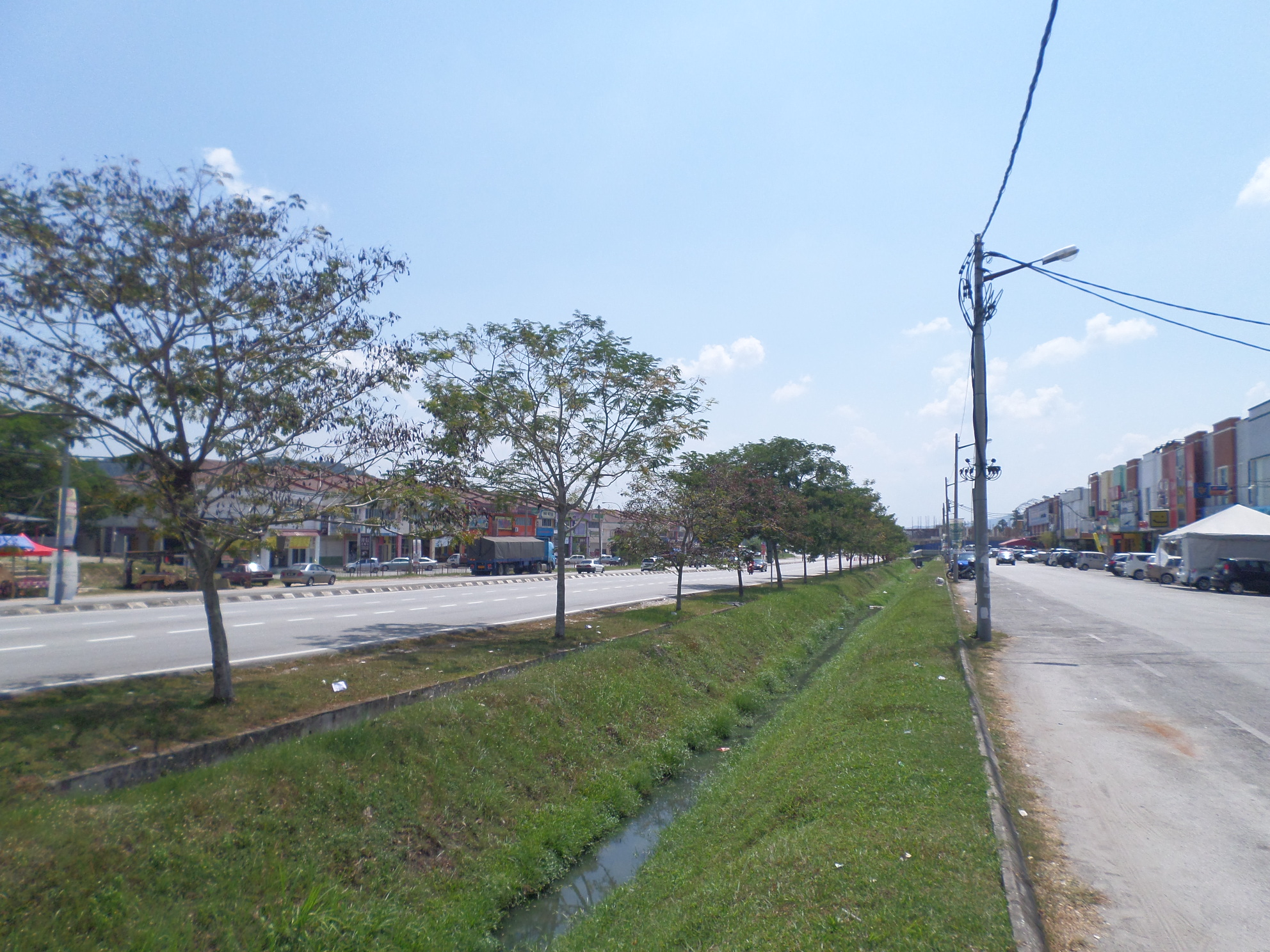

باتانگ کالی (به انگلیسی: Batang Kali) شهری در منطقه هولو سلانگور در ایالت سلانگور، مالزی است. این شهر نقطه رفت‌وآمدی به تپه گنتینگ است.